# 산청 김후 묘
산청 김후 묘(山淸 金後 墓)는 대한민국 경상남도 산청군 신등면 평지리에 있는, 15세기 ~ 18세기에 걸쳐 상산 김씨 13대 후를 비롯한 모두 6기의 무덤이다.
2003년 9월 18일 경상남도의 기념물 제251호 산청 상산 김씨 김후 묘로 지정되었다가, 2018년 12월 20일 현재의 명칭으로 변경되었다.

## 개요
모두 4단으로 이루어진 이 묘역에는 15∼18세기에 걸쳐 상산김씨(商山金氏) 13대 후(後)를 비롯한 모두 6기의 묘가 조성되어 있다. 이중 13대 후와 14대 장(張)의 묘는 방형분이고, 19대 경근(敬謹)과 25대 규한(奎漢)의 부인 평산신씨(平山申氏)의 묘는 원분(圓墳)이다.
가장 상단에 위치한 김후의 묘는 부인 장씨(長氏)와 합장되어 하나의 봉분으로 이루어져 있는데, 갑석의 각 모서리는 끝이 가볍게 들어 올려져 있어 탑의 옥개석을 연상케 한다.
김후는 고려 말의 사람으로 포은 정몽주에게서 사사하였고, 정4품 직제학(直提學)의 벼슬에 올랐으나, 고려가 망하자 벼슬을 버리고 두문동(杜門洞)에 은거한 72현(賢) 가운데 한 사람이다.
6기의 묘 중 15세기의 묘는 방형분이고, 16세기 말 이후는 원분인데, 이것은 고려 말에서 조선 초에 걸쳐 유행하던 방형분의 종말과, 원분이 조성되기 시작하는 시점을 파악하는데 있어서 중요한 단서가 될 수 있다.
또한 김후의 묘 면석에 새겨진 명문(銘文)은 묘지(墓誌)의 성격을 띠는 것으로, 고인(故人)의 생전 행적과 이름, 본관(本貫), 자손관계, 묘의 조성연대와 위치 등이 기록되어 있다. 방형분의 면석에 연대나 이름이 새겨진 예가 있지만 대부분 후대에 가필한 것들임에 반해, 이것은 묘를 조성할 당시 새긴 점과 묘지(墓誌)의 구성내용을 모두 갖추고 있어 당대의 사료적 가치가 있는 중요한 자료이다.

## 참고 자료
- 산청 김후 묘 - 국가유산청 국가유산포털